# Haplogruppe C (mtDNA)
Die Haplogruppe C ist in der Humangenetik eine Haplogruppe der Mitochondrien (mtDNA).
Von Haplogruppe C sind Forscher der Ansicht, dass sie irgendwo zwischen dem Kaspischen Meer und dem Baikalsee vor etwa 60.000 Jahren entstand. Sie ist ein Nachkomme der Haplogruppe M.
Haplogruppe C ist in Nordostasien (einschließlich Sibirien) vertreten und ist auch eine von fünf Haplogruppen der Indianer, wovon die anderen A, B, D und X sind.

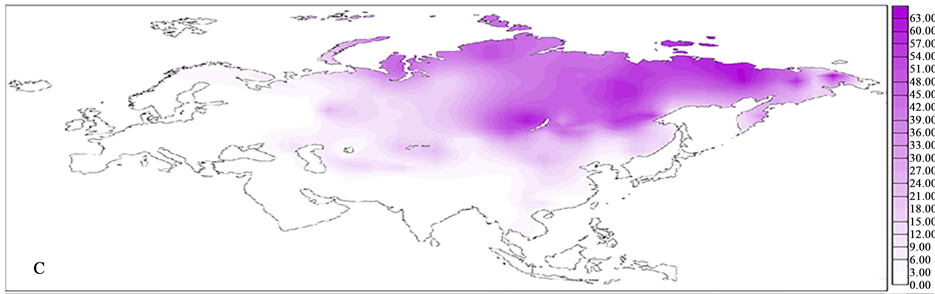
Häufigkeitsverteilung der mtDNA-Haplogruppe C in Eurasien

In seinem populären Buch Die sieben Töchter Evas gibt Bryan Sykes der Urmutter dieser mtDNA-Haplogruppe den Namen Chochmingwu.

## Stammbaum
Dieser phylogenetische Stammbaum der Subgruppen von Haplogruppe C basiert auf einer Veröffentlichung von Mannis van Oven und Manfred Kayser und anschließender wissenschaftlicher Forschung.
- CZ
  - C
    - C1
      - C1a
      - C1b
        - C1b1
        - C1b2
          - C1b2a

        - C1b3
        - C1b4
        - C1b5

      - C1c
        - C1c1
        - C1c2

      - C1d

    - C4
      - C4a
        - C4a1
          - C4a1a

        - C4a2

      - C4b
        - C4b1
          - C4b1a

        - C4b2

      - C4c

    - C5
      - C5a

    - C7